# Ширлі Джонс
Ши́рлі Джонс (англ. Shirley Jones; нар. 31 березня 1934) — американська акторка, співачка та музикантка. Лауреатка премії «Оскар», володарка зірки на Голлівудській алеї слави.

## Біографія
Народилася 31 березня 1934 року в містечку Шарлерой в штаті Пенсильванія. Названа на честь акторки Ширлі Темпл. Після закінчення школи в 1952 році Джонс взяла участь у конкурсі краси «Міс Пітсбург» перемогла. 1953 року відвідувала коледж в Нью-Джерсі. Під час літніх канікул в Нью-Йорку Ширлі Джонс сподобалася одному з агентів і він підписав з нею контракт на виступи в мюзиклах.
У 1955 році Ширлі Джонс дебютувала в кіно в екранізації мюзиклу «Оклахома!», де виконала одну з головних ролей. Після успіху фільму пішов ще ряд ролей у музичних картинах, а найбільшого успіху вона досягла в 1960 році, знявшись у фільмі Елмер гантрі. За роль акторка удостоїлася премії «Оскар».
У 1960-і роки почалася активна кар'єра Джонс на телебаченні. Вона з'явилася в таких серіалах як «Театр 90», «Боб Гоуп представляє», «Дні нашого життя», «Вулиця Сезам» і «Сім'я Партрідж». Однією з найяскравіших телевізійних ролей акторки стала Ширлі Патрідж в музичному ситкомі «Сім'я Партрідж», де Джонс стала виконавицею багатьох музичних тем, одна з яких, «Think I Love You», навіть посіла перше місце в Billboards Top 100 в 1970 році. Також у фільмографії Ширлі Джонс багато телевізійних фільмів, серед яких «Був час, дороге», роль в якому принесла їй номінацію на «Еммі».
У 2004 році акторка повернулася на Бродвей, де з'явилася в постановці «42-я вулиця». У серпні 2008 року вийшов музичний збірник «Shirley Jones — Then & Now», що містить 24 пісні з музичної кар'єри Джонс.
У серпні 1956 року одружилася з актором Джеком Кессіді, від якого народила трьох дітей. 1974 року вони розлучилися, а в 1977 році вона вступила в шлюб з комічним актором Марті Іглсі. Попри великі скандали та кілька спроб розійтися, вони досі залишаються разом.
У 1986 році на Голлівудській алеї слави була закладена зірка Ширлі Джонс.

## Вибрана фільмографія
- 2012 — «Щасти, Чарлі!» / (Good Luck Charlie) — Лінда Данкан
- 2006 — Хлопчик на трьох — Грейс
- Манна небесна (2002) — Банні
- Пригоди дочки Попелюшки (2000) — Хресна фея
- До мене, Пінг! (2000) — Етель Джеффріс
- Гідеон (1999) — Еллі Мортон
- Танк (1984) — долоня Кері
- Бранці «Посейдона» (1979) — Сестра Джина Роу
- Казки на ніч (1964) — Дженет Вокер
- Залицяння батька Едді (1963) — Елізабет Мартен
- Два вершники (1961) — Марті Пьорсл
- 1960 — «Елмер Гантрі» / (Elmer Gantry) — Лулу Бейнс
- Оклахома! (1955) — Лорей Вільямс